# Mehdixanlı
Mehdixanlı är en ort i Azerbajdzjan.   Den ligger i distriktet Bərdə Rayonu, i den centrala delen av landet, 240 km väster om huvudstaden Baku. Mehdixanlı ligger 80 meter över havet och antalet invånare är 178.
Terrängen runt Mehdixanlı är platt. Runt Mehdixanlı är det ganska tätbefolkat, med 129 invånare per kvadratkilometer.. Närmaste större samhälle är Yevlakh, 17,2 km nordost om Mehdixanlı.
Trakten runt Mehdixanlı består till största delen av jordbruksmark.